# Șir (matematică)

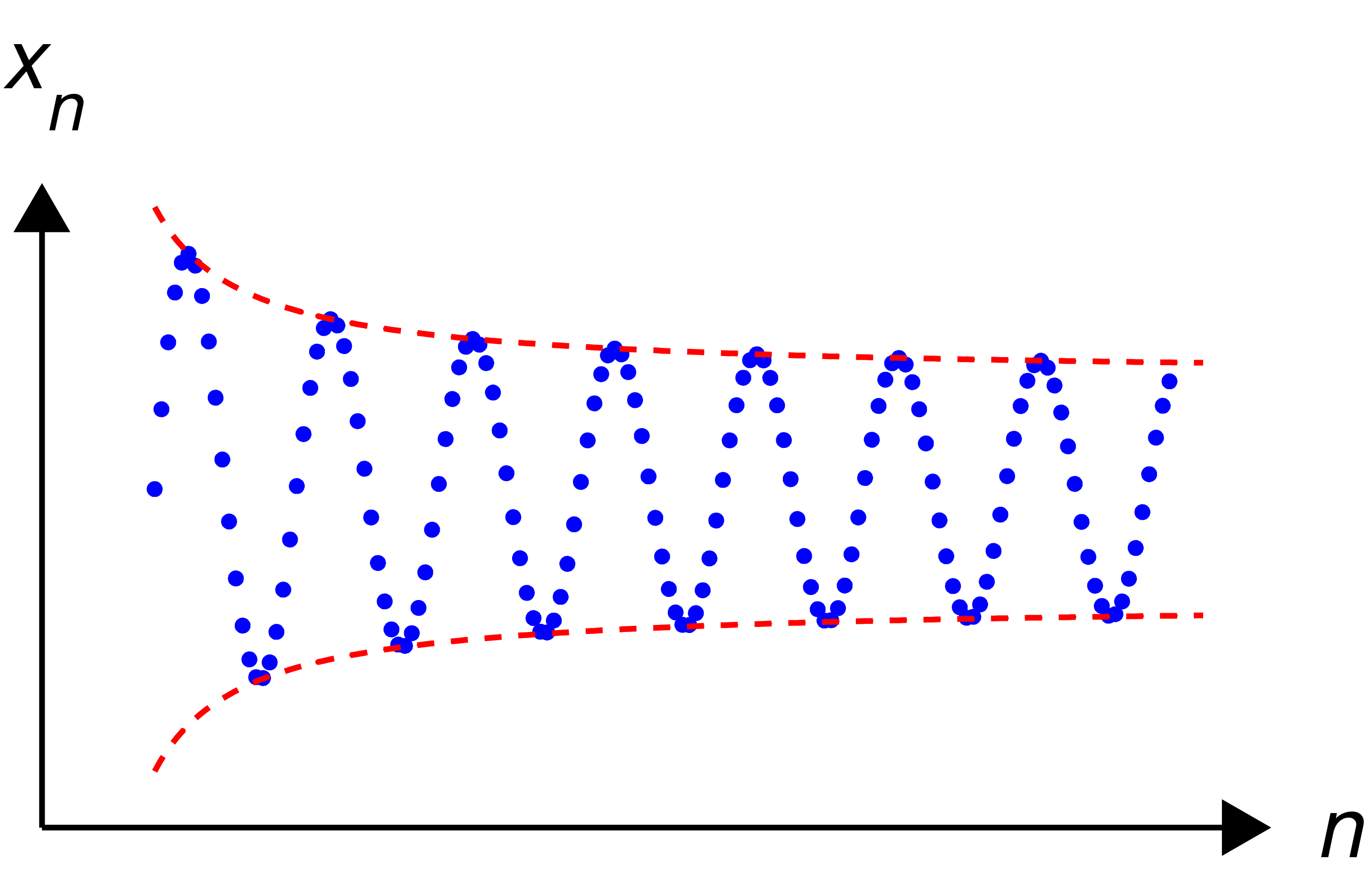
Sir Cauchy

În matematică, un șir, numit și șir infinit, este o funcție definită pe mulțimea numerelor naturale. 
Definiție.
Se numește șir de numere reale orice funcție {\displaystyle f:\mathbb {N} \to \mathbb {R} ;} pentru orice {\displaystyle n\in \mathbb {N} } este definit un număr real {\displaystyle x_{n}=f(n)} numit termenul de rang n sau termenul general al șirului; șirul însuși se notează {\displaystyle (x_{n})_{n\in \mathbb {N} },} iar mulțimea
{\displaystyle \{x\in \mathbb {R} \;:\;\exists \;n\in \mathbb {N} ,\;x=x_{n}\}}
se numește mulțimea termenilor șirului.
De obicei, pentru șiruri, argumentul funcției se notează ca indice inferior în dreapta numelui șirului. Astfel, dacă x este un șir, se scrie {\displaystyle x_{n}} în loc de notația normală de funcție {\displaystyle x(n)}.
Uneori, denumirea de șir este extinsă și la alte funcții, definite de obicei pe mulțimi numărabile.
Șirurile sunt utilizate intens în analiza matematică.